# Jiří Altman
PhDr. Jiří Altman (* 1. května 1958) je český politik. Od roku 1998 do roku 2010 byl místostarostou městské části Brno-Bystrc. Ve volebním období 2008–2012 byl členem Rady Jihomoravského kraje za ČSSD.

## Život
Narodil v roce 1958 v Brně, školní léta strávil částečně v Ostravě. Absolvoval Střední pedagogickou školu obor vychovatelství, dále pak obor učitelství filozofie a sociálních věd na Filozofické fakultě státní univerzity v Kyjevě. Vzdělání pak završil v roce 1997 absolvováním Specializačního studia a získáním vysokoškolské kvalifikace v oboru speciální pedagogika se zaměřením na somatopedii (výchovu dětí a mládeže s tělesným postižením) na Filozofické fakultě Masarykovy univerzity v Brně.
Prošel několika zaměstnáními, ovšem nejvíce jeho život ovlivnila léta 1991 – 1998, kdy působil jako vychovatel a posléze vedoucí úseku výchovy učňovské a středoškolské mládeže v ÚSP pro tělesně postiženou mládež Kociánka v Brně.

## Veřejné působení
Od roku 1998 do roku 2010 působil nepřetržitě jako místostarosta městské části Brno-Bystrc za ČSSD, byl místopředsedou městského výkonného výboru ČSSD v Brně. Na ustavujícím zasedání krajského zastupitelstva v listopadu 2008 byl zvolen členem Rady Jihomoravského kraje. Do jeho kompetence patřila oblast sociální péče. V krajských volbách v říjnu 2012 již nekandidoval. Po vítězství ve výběrovém řízení se v prvním pololetí 2013 stal ředitelem Zámečku Střelice – Domova pro osoby s mentálním postižením.